# Voyer
Voyer – miejscowość i gmina we Francji, w regionie Grand Est, w departamencie Mozela.
Według danych na rok 1990 gminę zamieszkiwało 379 osób, a gęstość zaludnienia wynosiła 85 osób/km² (wśród 2335 gmin Lotaryngii Voyer plasuje się na 678. miejscu pod względem liczby ludności, natomiast pod względem powierzchni na miejscu 1058.).